# Піщанський район
Піща́нський райо́н — колишня адміністративна одиниця у Вінницькій області України. Районний центр: смт Піщанка. Населення становить 20 678 жителів (01.01.2018).

## Географія

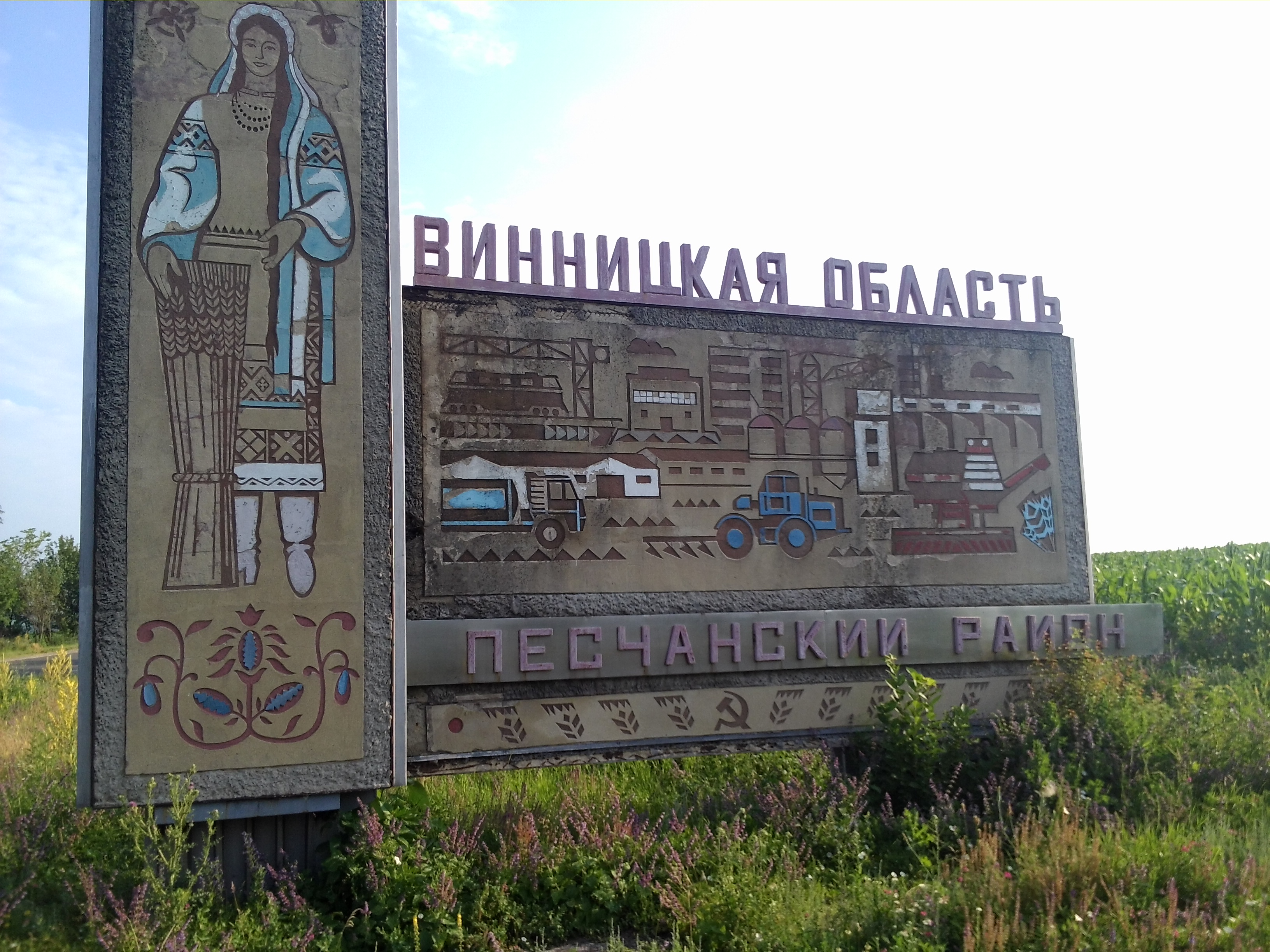
Радянська вивіска на державному кордоні в пункті пропуску «Болган»

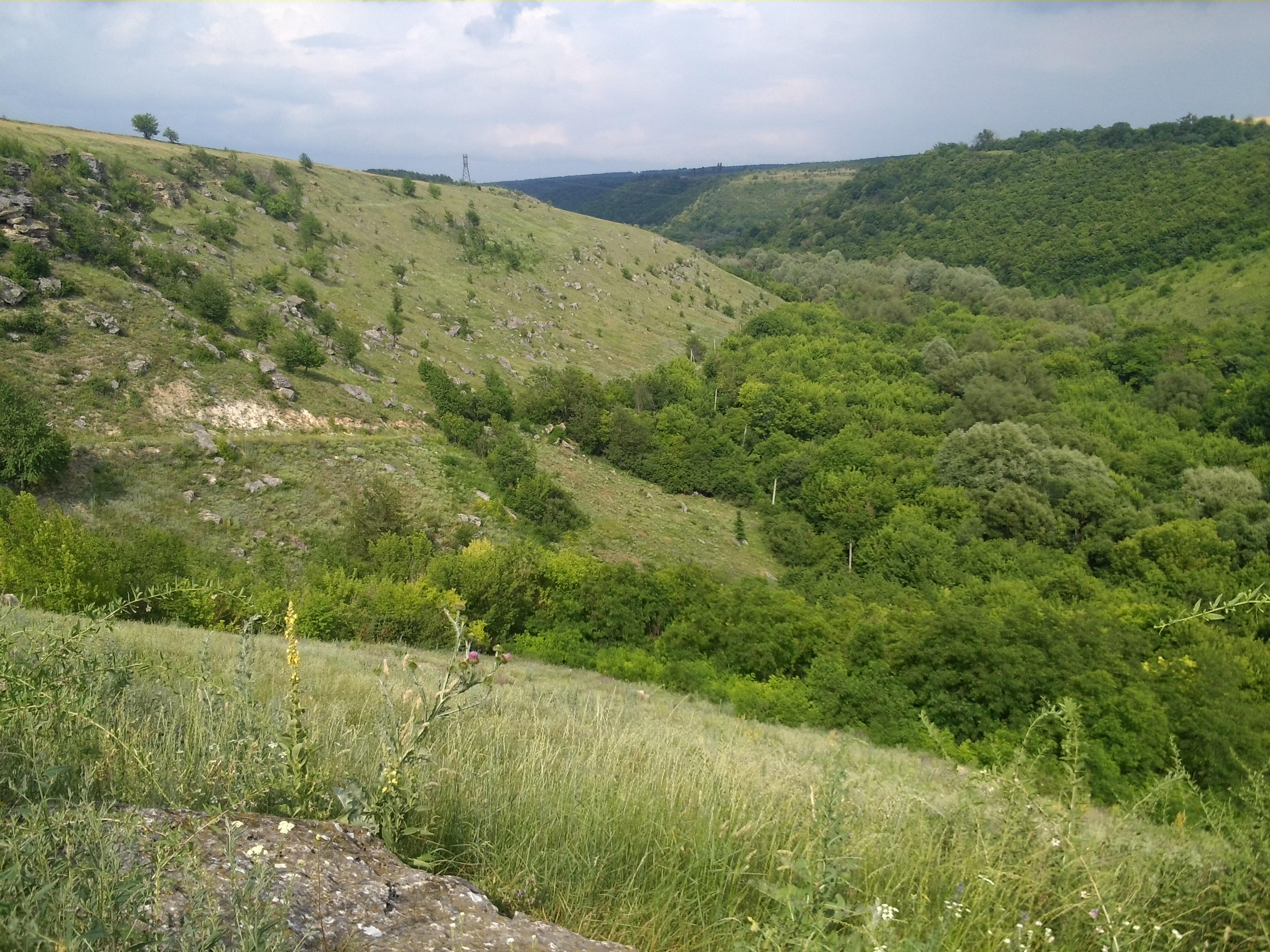
«Зачарована долина»

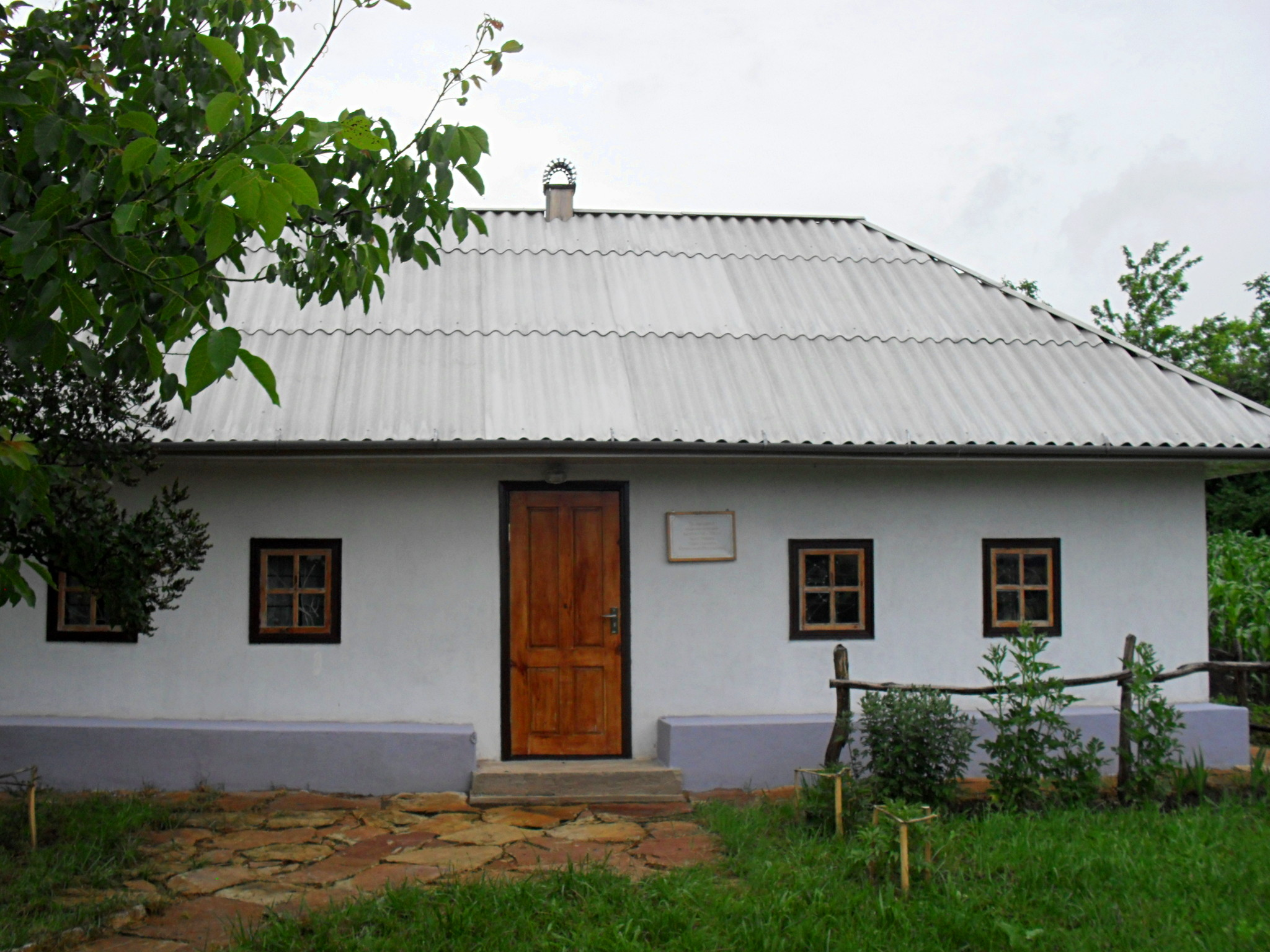
Музей-садиба Павла Муравського

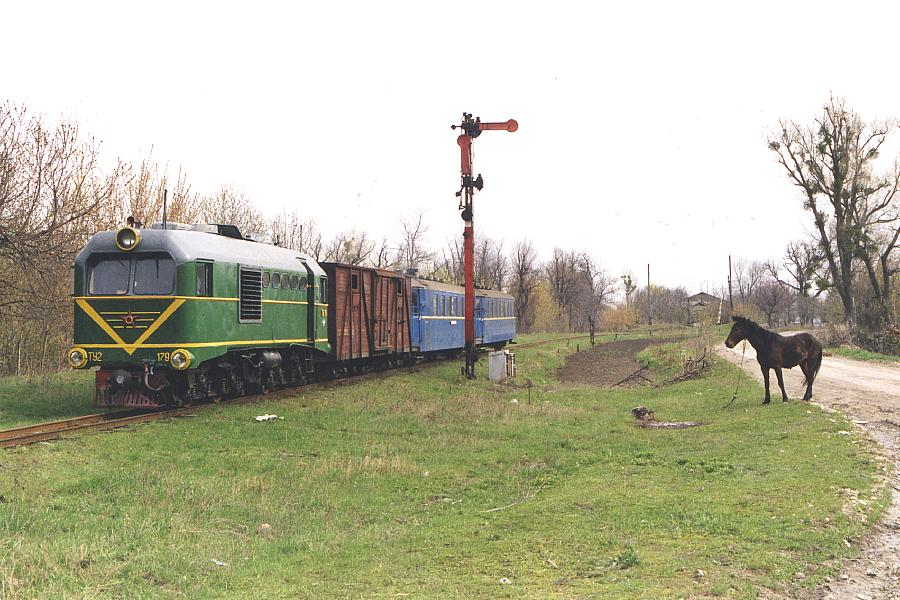
Вантажно-пасажирський поїзд на вузькоколійній залізниці в Рудниці

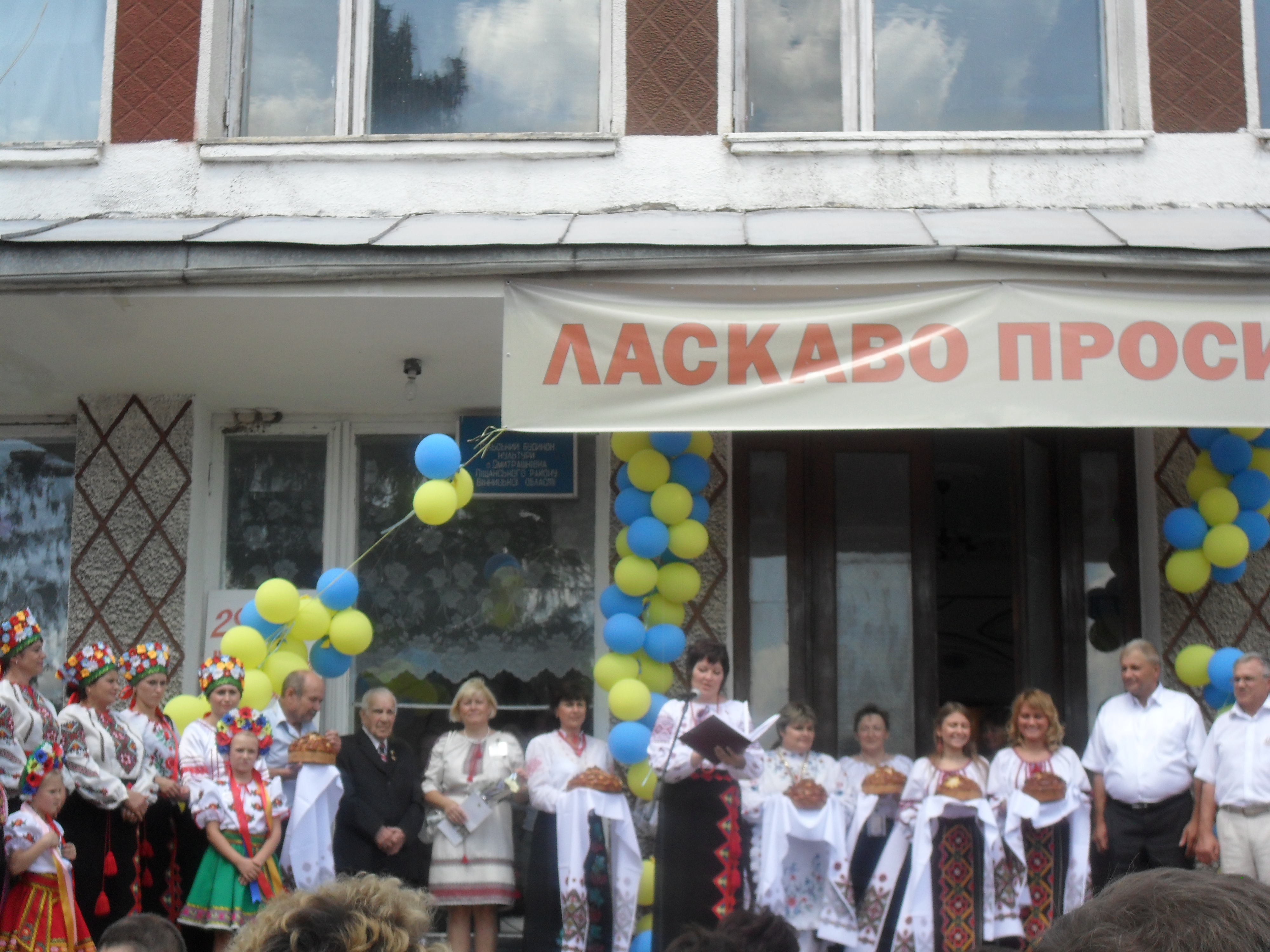
Міжнародний фестиваль хорового співу імені Павла Муравського. Церемонія відкриття

Піщанка розташоване за 160 км від Вінниці. З обласним центром має автобусне, залізничне сполучення. Піщанський район займає площу 595 км². Межує район з Кодимським районом Одеської області, Республікою Молдова (з Придністровським регіоном) та Ямпільським, Крижопільським, Тростянецьким, Чечельницьким районами Вінницької області.
У селах району є багато джерел, ставків, в яких водяться коропи, карасі, товстолоби. Через територію району протікають річки Кам'янка, Окниця, Савранка. Майже 22 % площі займають масиви лісів. Переважають мішані ліси: граб, ясен, липа, клен, дуб. У лісах водяться козулі, дикі свині, вовки, лисиці, куниці, зайці.
Багата місцевість на такі будівельні матеріали: пісок, глину, вапняк. Ґрунти переважно чорноземні. Ґрунтово-кліматичні умови сприятливі для ведення сільського господарства, зокрема для вирощування озимої пшениці, ярих зернових культур, цукрових буряків, а також овочівництва, садівництва, виноградарства.
На території Піщанського району розташоване лісове урочище, пам'ятка природи «Княгиня» з мальовничими краєвидами, утвореними різноманітними насадженнями на кам'янистих схилах з численними насадженнями рідкісної австрійської сосни та численними джерелами мінеральних вод, а також заказник Гарячківська Дача, пам'ятка природи «Зачарована долина».

## Історія
В історичних джерелах Піщанка вперше згадується в 1734 році під назвою «Піщана». Через 50 років село стало називатись Піщанкою. Цей населений пункт колись був власністю Конецпольських, пізніше Любомирських. Наприкінці 18 століття Піщанка була передана в державну казну, в половині XIX ст. передана в довготермінову оренду генералу С. Вязмітінову, згодом знову належала казні.
З приєднанням правобережної України до Російської імперії Піщанка увійшла до Ямпільського повіту Подільської губернії.
У 50-х роках 19 століття Піщанка стає волосним центром. З 1897 року діяла школа грамоти для дівчаток, також було училище. Зростає матеріальний і культурний рівень життя населення.
У період колективізації у селищі було організовано чотири колгоспи, котрі у серпні 1950 року об'єднанні в колгосп ім. Хрущова, а з 1958 року його перейменували в ім. Щорса.
У 1962 році район було приєднано до Крижополя, з 22 грудня 1966 року знову відновлено.

## Політика
25 травня 2014 року відбулися Президентські вибори України. У межах Піщанського району було створено 29 виборчих дільниць. Явка на виборах складала — 67,56 % (проголосували 11 159 із 16 516 виборців). Найбільшу кількість голосів отримав Петро Порошенко — 65,74 % (7 336 виборців); Юлія Тимошенко — 15,92 % (1 777 виборців), Олег Ляшко — 5,71 % (637 виборців), Анатолій Гриценко — 3,30 % (368 виборців). Решта кандидатів набрали меншу кількість голосів. Кількість недійсних або зіпсованих бюлетенів — 0,99 %.

## Адміністративний устрій
Район адміністративно-територіально поділяється на 2 селищні ради та 13 сільських рад, які об'єднують 29 населених пунктів та підпорядковані Піщанській районній раді. Адміністративний центр — смт Піщанка.

## Населення
Розподіл населення за віком та статтю (2001)
| Стать | Всього | До 15 років | 15-24 | 25-44 | 45-64 | 65-85 | Понад 85 |
| --- | ------ | ----------- | ----- | ----- | ----- | ----- | -------- |
| Чоловіки | 11 811 | 2137        | 1727  | 3473  | 2868  | 1541  | 65       |
| Жінки | 13 313 | 1972        | 1331  | 3140  | 3400  | 3202  | 268      |
| \| Статево-вікова піраміда \| Статево-вікова піраміда \| Статево-вікова піраміда \| \| ----------------------- \| ----------------------- \| ----------------------- \| \| Чоловіки \| Вік \| Жінки \| \| 65 \| 85 + \| 268 \| \| 88 \| 80-84 \| 374 \| \| 276 \| 75-79 \| 810 \| \| 581 \| 70-74 \| 1114 \| \| 596 \| 65-69 \| 904 \| \| 840 \| 60-64 \| 1190 \| \| 485 \| 55-59 \| 620 \| \| 737 \| 50-54 \| 772 \| \| 806 \| 45-49 \| 818 \| \| 892 \| 40-44 \| 864 \| \| 851 \| 35-39 \| 826 \| \| 801 \| 30-34 \| 700 \| \| 929 \| 25-29 \| 750 \| \| 978 \| 20-24 \| 657 \| \| 749 \| 15-20 \| 674 \| \| 828 \| 10-14 \| 813 \| \| 731 \| 5-9 \| 639 \| \| 578 \| 0-4 \| 520 \| |        |             |       |       |       |       |          |
| Статево-вікова піраміда |        |             |       |       |       |       |          |
| Чоловіки | Вік    | Жінки       |       |       |       |       |          |
| 65 | 85 +   | 268         |       |       |       |       |          |
| 88 | 80-84  | 374         |       |       |       |       |          |
| 276 | 75-79  | 810         |       |       |       |       |          |
| 581 | 70-74  | 1114        |       |       |       |       |          |
| 596 | 65-69  | 904         |       |       |       |       |          |
| 840 | 60-64  | 1190        |       |       |       |       |          |
| 485 | 55-59  | 620         |       |       |       |       |          |
| 737 | 50-54  | 772         |       |       |       |       |          |
| 806 | 45-49  | 818         |       |       |       |       |          |
| 892 | 40-44  | 864         |       |       |       |       |          |
| 851 | 35-39  | 826         |       |       |       |       |          |
| 801 | 30-34  | 700         |       |       |       |       |          |
| 929 | 25-29  | 750         |       |       |       |       |          |
| 978 | 20-24  | 657         |       |       |       |       |          |
| 749 | 15-20  | 674         |       |       |       |       |          |
| 828 | 10-14  | 813         |       |       |       |       |          |
| 731 | 5-9    | 639         |       |       |       |       |          |
| 578 | 0-4    | 520         |       |       |       |       |          |

Національний склад населення за даними перепису 2001 року:
| Національність | Кількість осіб | Відсоток |
| -------------- | -------------- | -------- |
| українці       | 24406          | 97,13 %  |
| росіяни        | 373            | 1,48 %   |
| молдовани      | 190            | 0,76 %   |
| білоруси       | 26             | 0,10 %   |
| цигани         | 24             | 0,10 %   |
| інші           | 108            | 0,43 %   |

Мовний склад населення за даними перепису 2001 року:
| Мова       | Кількість осіб | Відсоток |
| ---------- | -------------- | -------- |
| українська | 24529          | 97,62 %  |
| російська  | 401            | 1,60 %   |
| молдовська | 116            | 0,46 %   |
| циганська  | 23             | 0,09 %   |
| білоруська | 13             | 0,05 %   |
| інші       | 45             | 0,18 %   |

## Економіка
Корисні копалини: вапняки, пісковики, глини, пісок. Промисловість: харчова, будівельних матеріалів. Підприємства: цукровий комбінат (Чорномин), комбікормовий, хлібний, молоко- і продтоварів заводи, кар'єроуправління з видобутку вапняків у Піщанці. Сільське господарство: зернові, буряківництво, скотарство.

## Транспорт
Територією району проходить два автошляхи Т 0225 та Т 0233.
Залізничні станції: Попелюхи, Рудниця та Рудниця (вузькоколійна).
Зупинні пункти: Гонорівка, Крикливець, Нефар та Щербакове.

## Пам'ятки
- Пам'ятки архітектури Піщанського району
- Пам'ятки історії Піщанського району
- Пам'ятки монументального мистецтва Піщанського району
- Пам'ятки археології Піщанського району